# 冨永竜
冨永 竜（とみなが りゅう、1982年6月13日 - ）は、日本の俳優。演劇集団・SNATCHの元リーダーである。愛知県尾西市出身。ジャパン・ミュージックエンターテインメント（イー・コンセプト）所属。

## 人物
趣味は野球、スノーボード、ドライブ。サイズはT172cm, B107cm, W82cm, H83cm。体重95kg。

## 特技・免許
野球、スノーボード、読経、火の舞い、居合い。普通自動車免許・普通自動二輪免許。

## 出演

### 舞台
- 2009年 2月 「dub valentine」（タイニイアリス） - ビッグ
- 5月 「幕末侍伝説 CHUJI」銀座博品館劇場
- 9月 「流れる雲よ」（全労済ホールスペース・ゼロ） - 小笠原実中佐
- 10月 「凛として...、〜天国は遠くの町〜」新宿SPACE107
- 12月 「Family〜絆〜」新宿シアターサンモール
- 2010年 3月 JEA公演「CAN DO」初台 The DOORs
- 9月 SNATCH vol.1 「hardfloorZOMBIE」
- 2011年 2月 NODA・MAP 第16回公演「南へ」東京芸術劇場
- 6月 SNATCH vol.3 「hardfloorZOMBIE」
- 7月 「NEXT DOOR」
- 2012年 3月 SNATCH vol.4 「COMIX」 渋谷CYCLONE
- 9月-10月 NODA・MAP 第17回公演「エッグ」東京芸術劇場
- 12月 SNATCH vol.5 「ANARCHY MONEY!」 渋谷CYCLONE
- 2024年12月 - 2025年1月 「ヴェニスの商人」日本青年館ホール 他[1]
- 2025年6月 - 7月 「W3 ワンダースリー」THEATER MILANO-Za 他[2]
- 2025年11月 「十二夜」東京グローブ座 他[3]

### テレビドラマ
- 2011年 EX 「俺の空 刑事編」
- 2012年 WOWOW 「推定有罪」
- 2012年 NTV 「ダーティ・ママ」第10話
- 2013年 CX 「ラスト♡シンデレラ」
- 2014年 MBS 「闇金ウシジマくん Season2」第1話
- 2022年 WOWOW「TOKYO VICE」 第1話 - ポン引き
- 「まどか26歳、研修医やってます!」第7話（2025年2月25日、TBS） - 石川 役[4]

### 映画
- CONFLICT 〜最大の抗争〜（2016年） - 天道会伊達組組員
- サクらんぼの恋（2018年）
- あいあい傘（2018年）
- 麻雀放浪記2020（2019年）

### Vシネマ
- タイマン2（2017年）
- ギャングシティ 大阪黙示録（2018年） - アラガキブラザーズ弟（バトルファミリー）
- CONFLICT 〜最大の抗争〜 外伝 織田征仁（2019年） - 織田同志会構成員 源治
- 制覇18（2018年） - 旧・仲元組（小田派）宝井秀樹
- YOKOHAMA BKACK3,4
- GRAY ZONE

### バラエティ
- 2010年 CX 「そっくりものまね紅白歌合戦スペシャル」

### インターネット・テレビ
- 2012年 ニコニコ生放送（ニコニコ動画） 「いちご姫のニコニコch」

## そのほか芸歴
- 2008年 3月 「シベリア超特急」キャストワークショップ
- 3月 水野晴朗映画塾
- 5月 無双館にて居合い、闘剣を習得